# クレームブリュレ

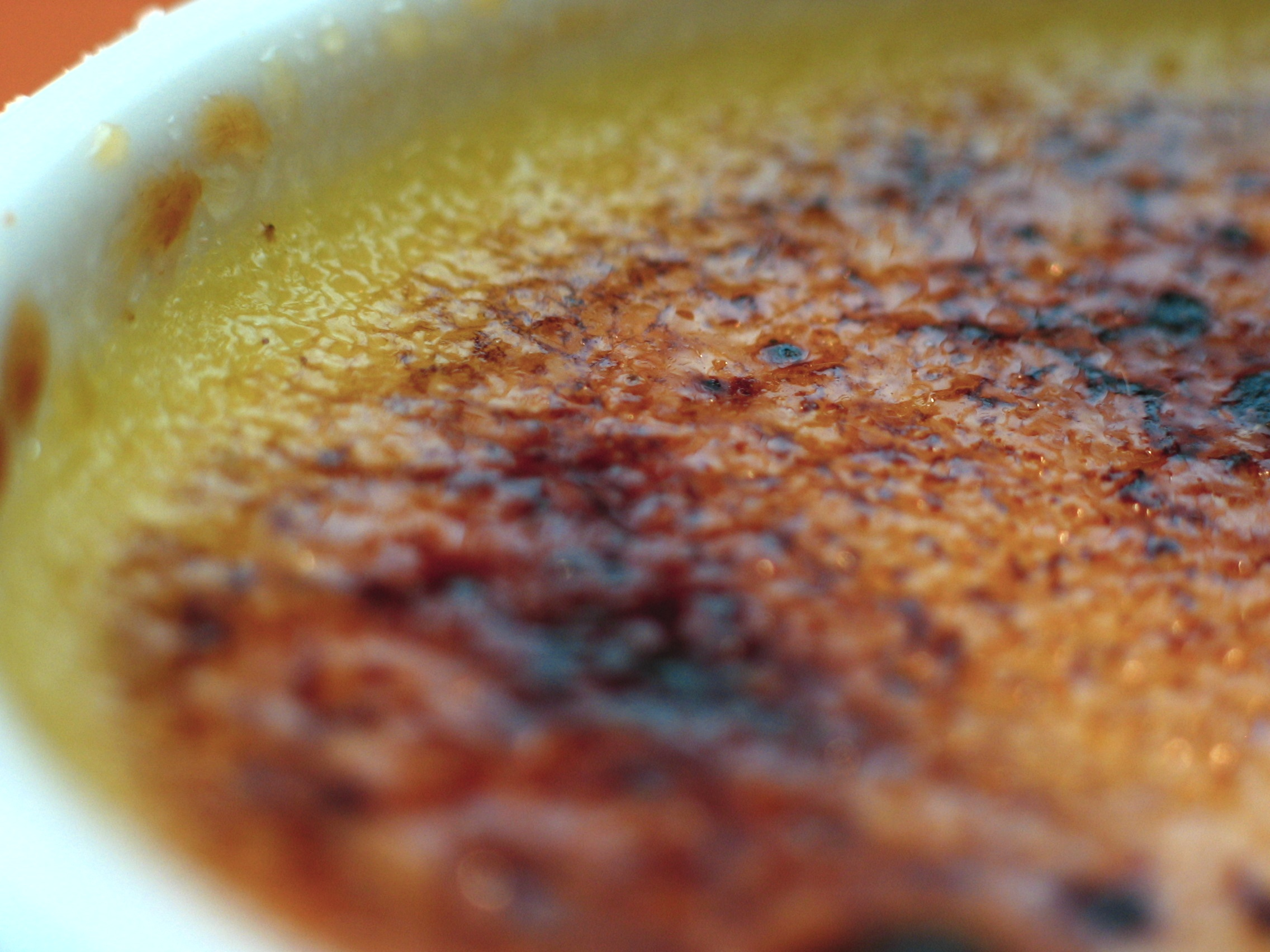
クレームブリュレ

クレームブリュレ（仏: crème brûlée [ˈkʁɛm bʁyˌle]）は、カスタードプディングと似たデザート。
フランス語で「焦がしたクリーム」を意味する名称のとおり、カスタードの上面には砂糖をグリルやバーナーで焦がした硬いカラメルの層が乗っている。通常はラメキンの皿に卵液を流し込んで調理し、固まったカスタードの上に砂糖を振りかけて焦がしてから、器のまま冷やして供される。
クレームブリュレのカスタードはクリームと卵黄から作られるため、普通のカスタードプディングよりもねっとりと柔らかく、濃厚な味わいに仕上がる。通常はバニラ味であるが、チョコレートや酒、フルーツなどで味付けしたものもある。また、食べる人の目の前でカスタードに振りかけた酒に点火し、フランベしてカラメル層を作ることもある。
なお、日本語ではクリームブリュレとも呼称されることがあるが、クレムブリュレの方がよりフランス語本来の発音に近い。

## 歴史

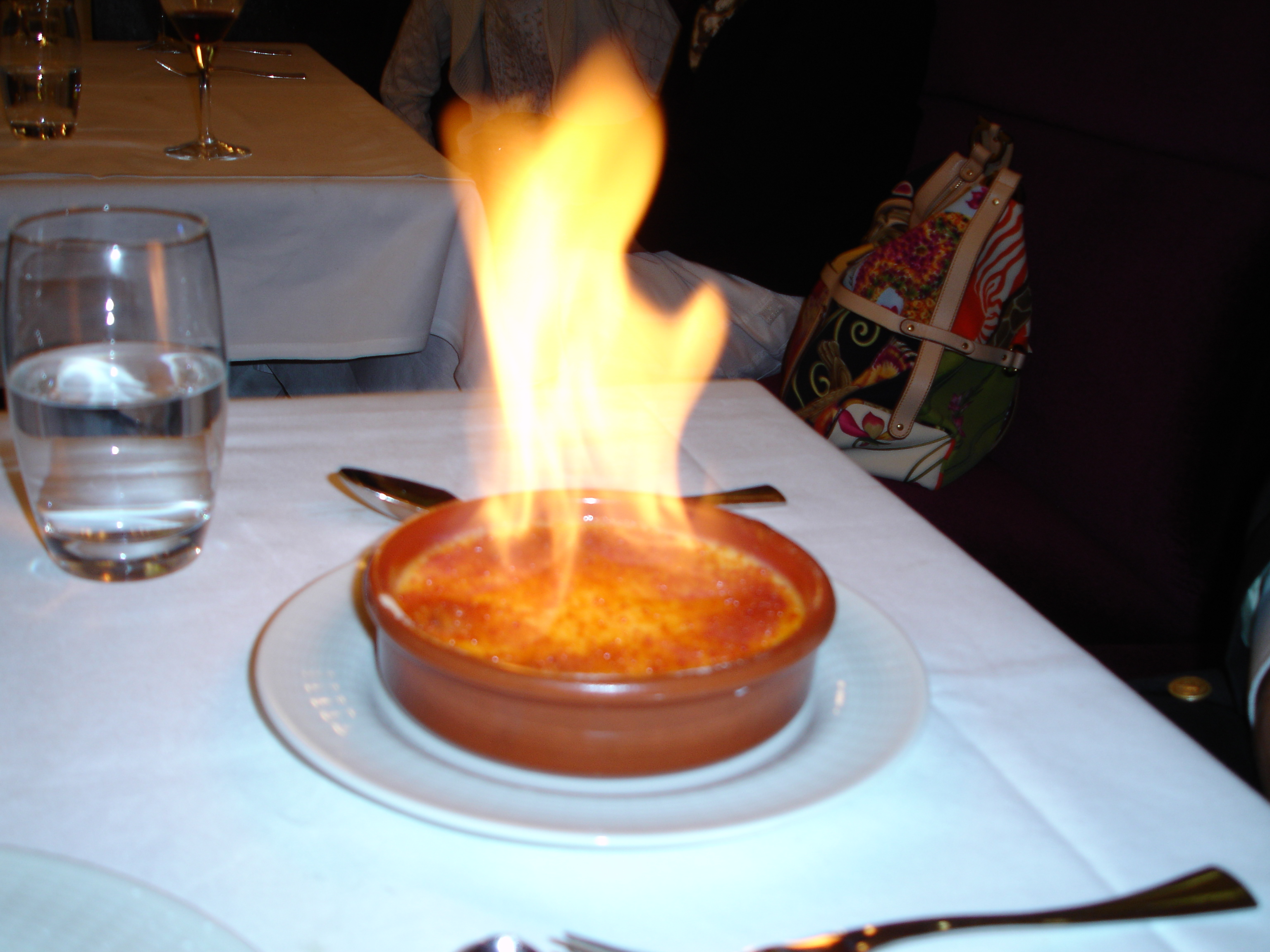
フランベされるクレームブリュレ

正確な起源は分からないが、フランソワ・マシアロ（François Massialot）の1691年の料理書にレシピが初出する。この本の英訳版でも、フランス語名がそのまま使われた。しかし、1731年に出版されたマシアロの『宮廷とブルジョワジーの料理』（Cuisinier roial et bourgeois）では、同じレシピながら名前が「クレームブリュレ」から「クレーム・アングレーズ」（crème anglaise）に変わっている（現代のクレーム・アングレーズはカスタードソースである）。18世紀初期には、このデザートは英語で、フランス語の名称の直訳からバーント・クリーム（burnt cream）と呼ばれていた。
イギリスでは、クレームブリュレは地域によって「トリニティ・クリーム（Trinity Cream）や「ケンブリッジ・バーント・クリーム」（Cambridge burnt cream）と呼ばれていたように、ケンブリッジ大学のトリニティ・カレッジで紹介されたとされる。しかし、イギリスにもっと早くから伝わっていたとする料理書もある。
日本においては、1991年にブームとなったのち、2001年に公開された映画『アメリ 』において、ヒロインの好物として登場したことで再び人気を集めた。